# كولهابور

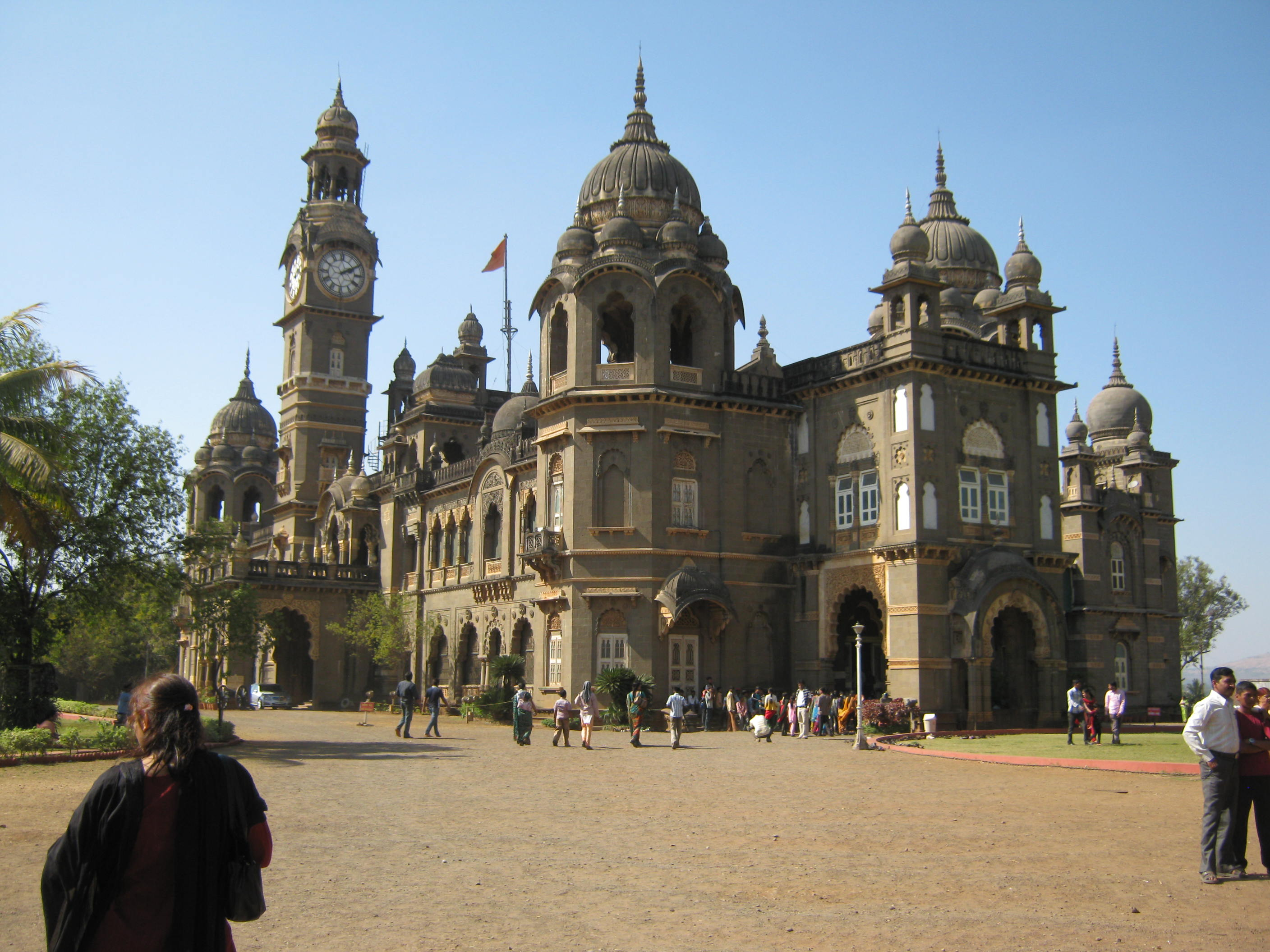
قصر كولهابور

كولهابور هي مدينة تاريخية في ولاية ماهاراشترا الهندية. تعد المقاطعة الرئيسية لمنطقة كولهابور. فقبل استقلال الهند، كانت كولهابور ولاية أميرية بتسعة عشرة مدفعية تحتية لحكم عائلة بونسيل الملكية التابعة لإمبراطورية ماراثا الإمبراطور بونسيل شاهترباتي
في عام 2011، بلغ عدد سكانها 549283 نسمة

## المناخ
يظهر الجدول التالي التغييرات المناخية على مدار السنة لكولهابور:
| البيانات المناخية لـكولهابور      | البيانات المناخية لـكولهابور | البيانات المناخية لـكولهابور | البيانات المناخية لـكولهابور | البيانات المناخية لـكولهابور | البيانات المناخية لـكولهابور | البيانات المناخية لـكولهابور | البيانات المناخية لـكولهابور | البيانات المناخية لـكولهابور | البيانات المناخية لـكولهابور | البيانات المناخية لـكولهابور | البيانات المناخية لـكولهابور | البيانات المناخية لـكولهابور | البيانات المناخية لـكولهابور |
| الشهر                             | يناير                        | فبراير                       | مارس                         | أبريل                        | مايو                         | يونيو                        | يوليو                        | أغسطس                        | سبتمبر                       | أكتوبر                       | نوفمبر                       | ديسمبر                       | المعدل السنوي                |
| --------------------------------- | ---------------------------- | ---------------------------- | ---------------------------- | ---------------------------- | ---------------------------- | ---------------------------- | ---------------------------- | ---------------------------- | ---------------------------- | ---------------------------- | ---------------------------- | ---------------------------- | ---------------------------- |
| متوسط درجة الحرارة الكبرى °م (°ف) | 31 (88)                      | 33 (91)                      | 36 (97)                      | 37 (99)                      | 33 (91)                      | 29 (84)                      | 27 (81)                      | 26 (79)                      | 28 (82)                      | 30 (86)                      | 29 (84)                      | 29 (84)                      | 31 (87)                      |
| متوسط درجة الحرارة الصغرى °م (°ف) | 15 (59)                      | 17 (63)                      | 20 (68)                      | 22 (72)                      | 22 (72)                      | 22 (72)                      | 22 (72)                      | 21 (70)                      | 21 (70)                      | 21 (70)                      | 17 (63)                      | 15 (59)                      | 20 (68)                      |
| الهطول مم (إنش)                   | 4.3 (0.17)                   | 0.51 (0.02)                  | 6.1 (0.24)                   | 27 (1.06)                    | 46 (1.82)                    | 140 (5.51)                   | 338 (13.32)                  | 182 (7.15)                   | 102 (4.00)                   | 104 (4.08)                   | 41 (1.60)                    | 5.6 (0.22)                   | 996 (39.21)                  |
| المصدر: Government of Maharashtra |                              |                              |                              |                              |                              |                              |                              |                              |                              |                              |                              |                              |                              |

## التاريخ

### السجلات الكتابية
كولهابور مذكور في ديفي غيتا، الفصل الأخير والرئيسي من ديفي - بهاغافاتا بورانا نص خاص من شاكتية. يُشار إلى كولهابور كمكان لعبادة كولاما. يقول ديفي في النص:
«يا ملك الجبال! ما زلت الآن أقول شيئًا من محبتي لـبهاكتاس. اسمع. هناك مكان عظيم للحج يُدعى كولابورا في البلد الجنوبي. هنا يسكن ديفي أمباباي دائمًا.» يقع معبد جيوتيبا الشهير أيضًا في كولهابور. تشتهر كولهابور في غرب ولاية ماهاراشترا بالحسابات الدينية.

### عصر القرون الوسطى
كانت عائلة شيلهارا في كولهابور هي الأحدث من بين الثلاثة، وقد تأسست في وقت سقوط إمبراطورية راشتراكوتا. حكموا جنوب ولاية ماهاراشترا. المناطق الحديثة في ساتارا وكولهابور وبيلاجاف (كارناتاكا). كانت إله عائلتهم هي الإلهة أمباباي التي زعموا أنهم حصلوا عليها في منحهم المصنوعة من الألواح النحاسية (ماهالاكشمي-لدا-فارا-براسادا). مثل أقاربهم من الفرع الشمالي لكونكان ادعى شيلاهار من كولهابور أنهم من سلالة فيديادهارا جيموتافانا. حملوا راية جارودا الذهبية. أحد الألقاب العديدة التي استخدمها شيلاهار كان تاغارابورافارادهايسفارا الحاكم الأعلى للسيادة لتاجارا.
ربما كانت أول عاصمة لشيلهاراس في كاراد في عهد جاتيجا الثاني كما هو معروف من منحهم الصفيحة النحاسية من ميراج و «فيكرامانكاديفاشاريتا» من بيلهانا. ومن ثم يشار إليهم أحيانًا باسم «شيلاهار من كاراد». في وقت لاحق على الرغم من نقل العاصمة إلى كولهابور، فإن بعض منحهم تذكر فالفادا وحصن التل من بنالكا ناوس بادمانالا - (بانهالا) كأماكن الإقامة الملكية. على الرغم من نقل العاصمة إلى كولهابور، احتفظ كرهاد بأهميته خلال فترة شيلارا. ارتقى هذا الفرع إلى السلطة في الجزء الأخير من حكم راشتراكتا، وهكذا، على عكس ملوك الفرعين الآخرين فإن هؤلاء من هذا الفرع لا يذكرون أنساب راشتراكوتا حتى في منحهم المبكرة. في وقت لاحق أقروا بسيادة تشالوكيا في وقت لاحق لبعض الوقت. لقد استخدموا الكانادا كلغة رسمية كما يتضح من نقوشهم. استمر هذا الفرع في الاحتفاظ بجنوب ولاية ماهاراشترا من حوالي 940 إلى 1220.
من 940 إلى 1212 كانت كولهابور مركز قوة سلالة شيلهارا. ينص نقش في تيرادال على أن الملك جونكا (1020-1050م) قد عضته ثعبان ثم شفى من قبل راهب جاين. ثم بنى جونكا معبدًا للورد نميناث جاين تيرثانكارا الثاني والعشرين (الكائن المستنير). تسمى معابد جاين في كولهابور وما حولها من هذه الحقبة غونكا جيناليا على اسم الملك.
حوالي عام 1055 م، في عهد بهوجا الأول (سلالة شيلاهارا) أسس اشاريا الديناميكي (المرشد الروحي) المسمى ماغاناندي (كولابوريا) معهدًا دينيًا في معبد روبانارايانا جاين (باسادي). يُعرف ماغاناندي أيضًا باسم سيدهانتا- شاكرافارتي أي السيد العظيم للكتب المقدسة. كان ملوك ونبلاء سلالة شيلهارا مثل غانداراديتيا الأول الذي خلف بهوجا الأول من تلاميذ ماغاناندي.
كان كولهابور موقع مواجهة شديدة بين حكام إمبراطورية تشالوكيا الغربية وحكام إمبراطورية تشولا راجاديراجا تشولا وشقيقه الأصغر راجيندرا تشولا الثاني. في عام 1052م بعد معركة كوبام، سار المنتصر، راجندرا تشولا الثاني إلى كولهابور وهناك أقام جاياستامبا (عمود النصر).
بين عامي 1109 و 1178 م، تم بناء معبدكوبشوارللورد شيفا من قبل ملوك شيلاهارا، غانداراديتيا شولا، فيجاياديتا يسمي بهوجا الثاني في خيدرابو، كولهابور.

### ولاية كولهابور

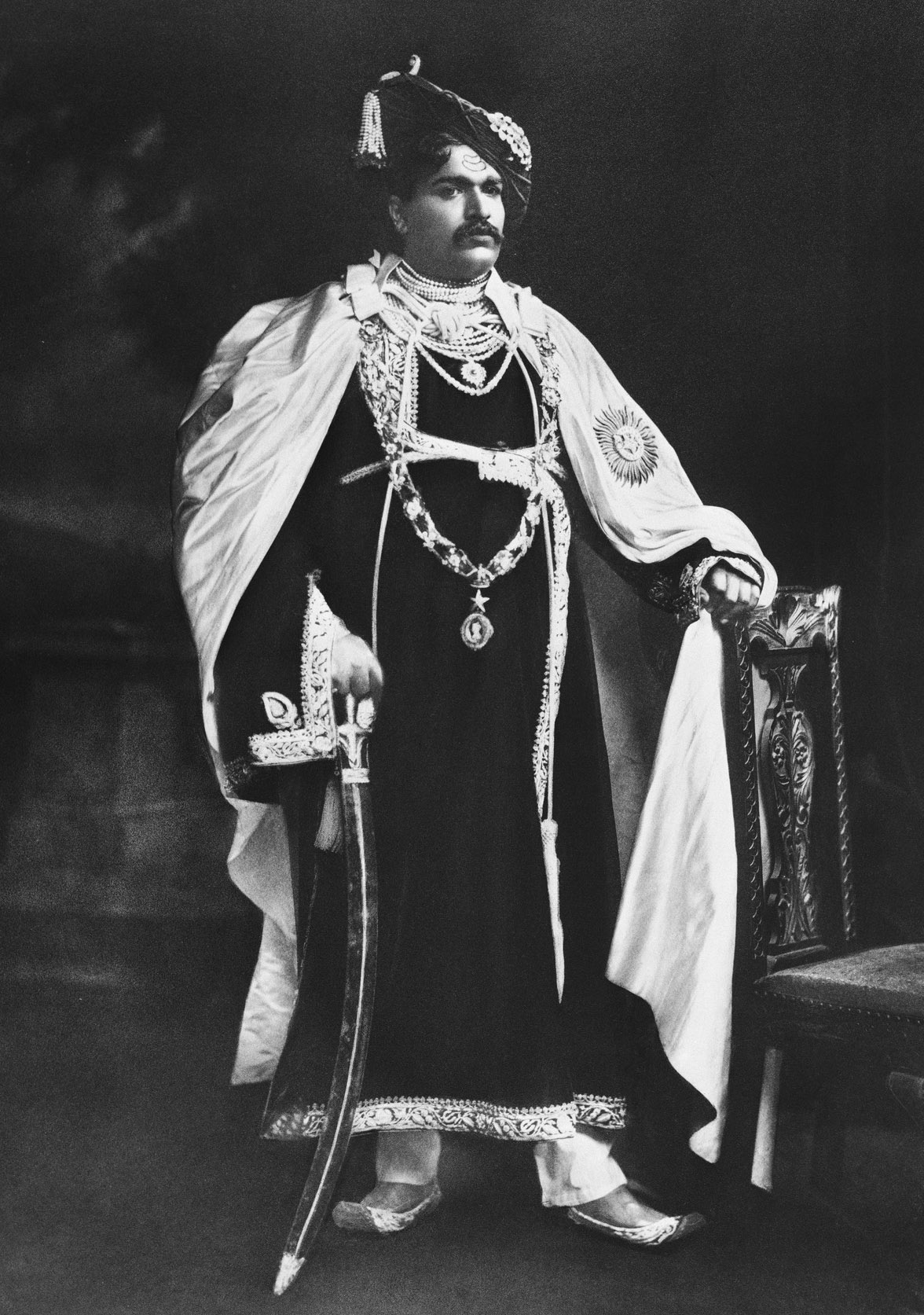
Maharajah of Kolhapur

تم إنشاء ولاية كولهابور من قبل تاراباي في عام 1707 بسبب الخلاف حول الخلافة على ملكية المراثا. ثم حكم عرش المراثا من قبل أحفاد طراباي. كان راجارشي شاهو مهراج (شاهو كولهابور) أحد الملوك البارزين. في عهده شجع التعليم المجاني للناس من جميع الطوائف وحارب النبذ. تم ضم الدولة من قبل البريطانيين في القرن التاسع عشر. بعد استقلال الهند في عام 1947، انضم مهراجا كولهابور إلى دومينيون الهند في 14 أغسطس 1947 واندمج مع ولاية بومباي في الأول من مارس عام 1949. وفي بعض الأحيان تم العثور على كولهابور مكتوبًا باسم كولابور. في كثير من الأحيان يشار إلى كولهابور أيضًا باسم داكشين كاشي (داكشين في المهاراتية / الهندية / السنسكريتية تعني الجنوب كاشي مدينة مقدسة في شمال الهند) نظرًا لتاريخها الديني الغني.

## الأقتصاد

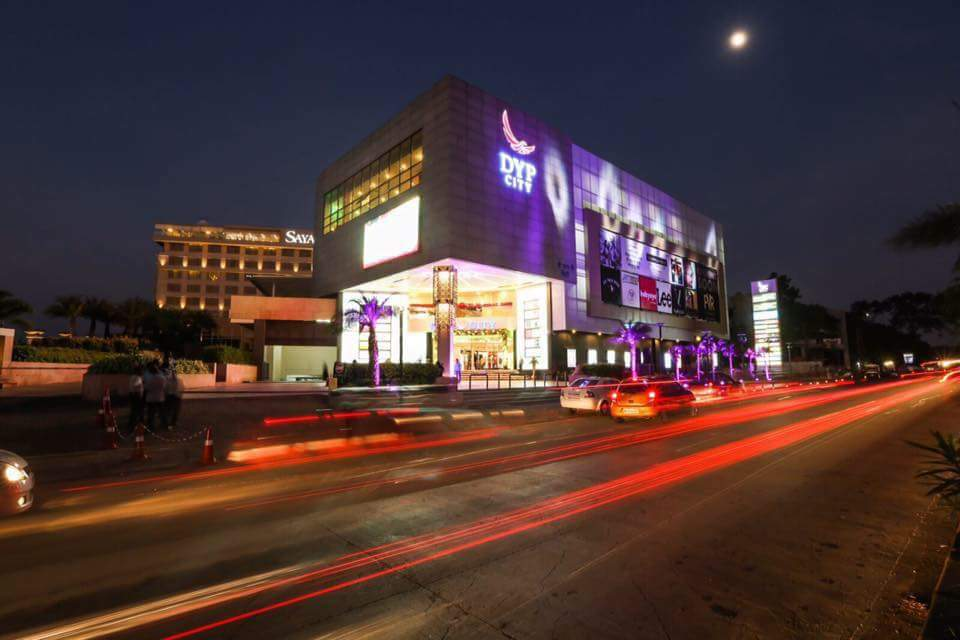
ديب سيتي مول، كولهابور

### الصناعة التحويلية
تشتهر المدينة بشكل خاص بـ كولهابوري شاببال، وهو شبشب جلدي مصنوع يدويًا من جلد الجاموس مدبوغ محليًا باستخدام أصباغ نباتية. تباع نعال Kolhapuri على طريق مهادوار. تشمل الحرف اليدوية الأخرى: الطباعة اليدوية على المنسوجات. صياغة المجوهرات الفضية والخرز والمعجون؛ الفخار. نحت الخشب والورنيش؛ عمل صفائح من النحاس الأصفر وأعمال فنية من الفضة المؤكسدة وصناعة الدانتيل والتطريز.
كولهابور هي أيضًا مدينة صناعية بها ما يقرب من 300 مسبك تنتج صادرات بقيمة 15 مليار روبية سنويًا. تم إنشاء مصنع لمحركات الزيت محركات زيت كيرلوسكار [KOEL] في MIDC من فئة 5 نجوم في كغال بالقرب من كولهابور إلى جانب مصنع ملابسريمون الموجود أيضًا في نفس المنطقة الصناعية. يوجد في كولهابور منطقتان صناعيتان أخريان. غوكول - شيرغاون ميدك وشيرولي ميدك وأوديامناغار هي منطقة صناعية في المدينة.

### السياحة
السياحة هي مصدر آخر للدخل حيث يزور المدينة حوالي ثلاثة ملايين زائر سنويًا. تشمل مناطق الجذب في كولهابور: القصر الجديد، أول تمثال في العالم لباباساحب أمبيدكار في بيندو تشوك تم افتتاحه في 7 ديسمبر 1950، بحيرة رانكالا، تمثال تارا راني للفروسية الذي يقف على ساقي الحصان على ارتفاع 85 قدمًا (26 مترًا) معبود الرب. غانيش في مهمة تشينمايا (توب سامبهابور). في موكبدوشيراالسنوي يتم عرض سيارة كولهابور مايباخ من تشهاتراباتيس في كولهابور للجمهور. بحيرة راتشالا هي مكان للزيارة في كولهابور.

### صناعة الأفلام
نصب تذكاري لرسام بابوراو في كولهابور في 1 ديسمبر 1917، تأسست شركة ماهاراشترا للأفلام في كولهابور بواسطة بابوراو بينتر. أصبحت المدينة المركز الرئيسي لصناعة السينما المهاراتية. يستضيف Kolhapur العديد من المهرجانات السينمائية، بما في ذلك مهرجان كولهابور السينمائي الدولي. تضم كولهابور مدينة سينمائية تمتد على مساحة 75 فدانًا في موريوادي، وقد أنشأتها حكومة الولاية عام 1984. كان الهدف من إنشاء مدينة السينما هو توفير البنية التحتية لصناعة الأفلام الماراثية وتوفير جميع المرافق، من التصوير إلى ما بعد الإنتاج، تحت سقف واحد. تستمر أعمال التجديد والمواقع الجديدة لمدينة أفلام كولهابور.

## أعلام
- لينا ناير
- جورج س. هال
- راميش باتكار
- ساغاريكا غاتج
- أشوتوش جواريكر